# Ерсенджан – Керман
Ерсенджан – Керман – трубопровід, споруджений для подачі природного газу до провінції Керман.
Вперше блакитне паливо подали до Керману по трубопроводу від ГПЗ Сархун, який працює на ресурсі родовищ провінції Хормозган. Втім, останніх було недостатньо для забезпечення програми газифікації, тому вже у другій половині 2000-х сюди спрямували продукцію найбільшого газового родовища країни Південний Парс, для чого спорудили відгалуження від магстрального трубопроводу IGAT IV (прямує через центральні провінції до району Тегерану).
Зазначене відгалуження починається у провінції Фарс поблизу Ерсенджану, через 273 км досягає району Рефсенджану, а ще через 74 км виходить до міста Керман. На першій ділянці довжиною 242 км до гірничозбагачувального комбінату на родовищі міді Сарчешме (трохи південніше від Рефсенджану) використали труби діаметром 1050 мм. На останній ділянці від Рефсенджану до Керману діаметр газопроводу становить 750 мм.
У другій половині 2010-х проклали відгалуження довжиною 40 км та діаметром 750 мм, котре починається дещо західніше від міста Керман та прямує у напрямку Заранду. Через нього, зокрема, отримує блакитне паливо завод з виробництва залізорудних окотишів компанії Butia Iranian Steel, який став до ладу в 2019 році.
Серед інших великих споживачів блакитного палива, доправленого по трубопроводу від Ерсенджану, можливо назвати ТЕС Керман. Крім того, ресурс може передаватись до зазначеного вище газопроводу від Сархуну для постачання підключених до нього споживачів.